# Ahausen (Weilburg)
Ahausen ist ein Stadtteil der Stadt Weilburg im mittelhessischen Landkreis Limburg-Weilburg.

## Geographie
Der Ort liegt im nördlichen Taunus, 1,7 km nordöstlich der Weilburger Kernstadt an der Lahn. Im Ort mündet der Grundbach in die Lahn.

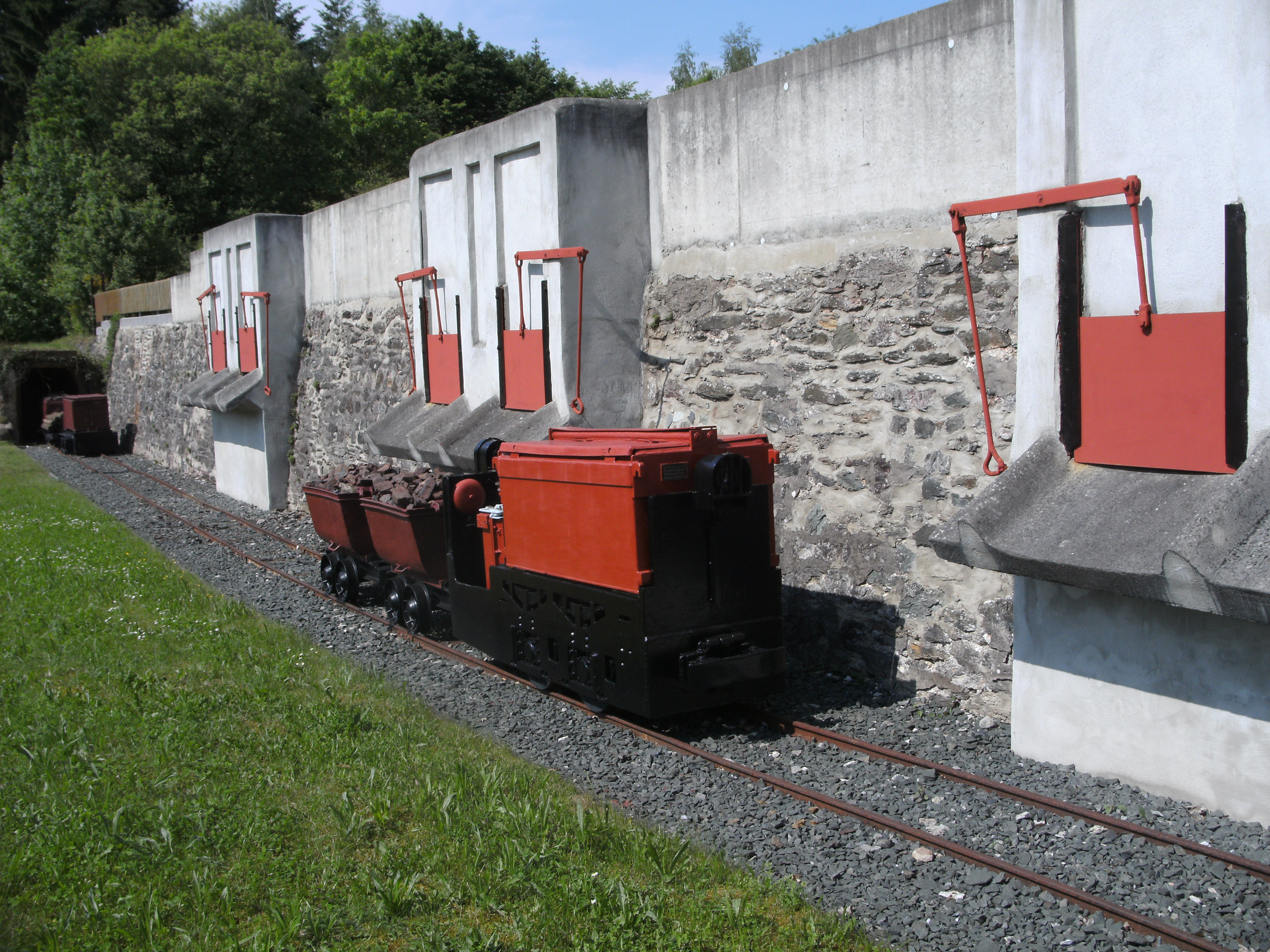
Eine rekonstruierte Eisenerzverladestation der Grube Allerheiligen in Ahausen

## Geschichte

### Ortsgeschichte
Die älteste bekannte schriftliche Erwähnung von Ahausen erfolgte unter dem Namen Ahusen im Jahr 1320.
Wegen des bei Ahausen in die Lahn mündenden Grundbachs gehörten in früherer Zeit drei Mühlen zum Ortsbereich. Hauptsächlich fanden die Bewohner früher ihr Auskommen in der Landwirtschaft, im Bergbau, als Treidelschiffer oder als Flößer.
Hessische Gebietsreform (1970–1977)
Zum 31. Dezember 1970 fusionierten im Zuge der Gebietsreform in Hessen die bis dahin selbstständigen Gemeinden Ahausen, Bermbach, Drommershausen, Gaudernbach, Hasselbach, Hirschhausen, Kirschhofen, Odersbach und Waldhausen und die Stadt Weilburg auf freiwilliger Basis zur erweiterten Stadt Weilburg. Dadurch wurde Ahausen ein Stadtteil von Weilburg.
Für die ehemals eigenständigen Gemeinden sowie für die Kernstadt wurde je ein Ortsbezirk mit Ortsbeirat und Ortsvorsteher nach der Hessischen Gemeindeordnung gebildet.

### Verwaltungsgeschichte im Überblick
Die folgende Liste zeigt die Staaten bzw. Herrschaftsgebiete und deren untergeordnete Verwaltungseinheiten, in denen Ahausen lag:
- bis 1806: Heiliges Römisches Reich, Fürstentum Nassau-Weilburg, Amt Weilburg
- ab 1806: Herzogtum Nassau, Amt Weilburg
- ab 1816: Herzogtum Nassau, Amt Weilburg
- ab 1849: Herzogtum Nassau, Kreisamt Hadamar
- ab 1854: Herzogtum Nassau, Amt Weilburg
- ab 1867: Norddeutscher Bund[Anm. 1], Königreich Preußen, Provinz Hessen-Nassau, Regierungsbezirk Wiesbaden, Oberlahnkreis
- ab 1871: Deutsches Reich, Königreich Preußen, Provinz Hessen-Nassau, Regierungsbezirk Wiesbaden, Oberlahnkreis
- ab 1918: Deutsches Reich, Freistaat Preußen, Provinz Hessen-Nassau, Regierungsbezirk Wiesbaden, Oberlahnkreis
- ab 1944: Deutsches Reich, Freistaat Preußen, Provinz Nassau, Oberlahnkreis
- ab 1945: Amerikanische Besatzungszone, Groß-Hessen, Regierungsbezirk Wiesbaden, Oberlahnkreis
- ab 1946: Amerikanische Besatzungszone, Land Hessen, Regierungsbezirk Wiesbaden, Oberlahnkreis
- ab 1949: Bundesrepublik Deutschland, Land Hessen, Regierungsbezirk Wiesbaden, Oberlahnkreis
- ab 1968: Bundesrepublik Deutschland, Land Hessen, Regierungsbezirk Darmstadt, Oberlahnkreis
- ab 1971: Bundesrepublik Deutschland, Land Hessen, Regierungsbezirk Darmstadt, Oberlahnkreis, Stadt Weilburg[Anm. 2]
- ab 1974: Bundesrepublik Deutschland, Land Hessen, Regierungsbezirk Darmstadt, Landkreis Limburg-Weilburg, Stadt Weilburg
- ab 1981: Bundesrepublik Deutschland, Land Hessen, Regierungsbezirk Gießen, Landkreis Limburg-Weilburg, Stadt Weilburg

### Bevölkerung
Einwohnerentwicklung
| Ahausen: Einwohnerzahlen von 1834 bis 2020 | Ahausen: Einwohnerzahlen von 1834 bis 2020 | Ahausen: Einwohnerzahlen von 1834 bis 2020 | Ahausen: Einwohnerzahlen von 1834 bis 2020 | Ahausen: Einwohnerzahlen von 1834 bis 2020 |
| --- | ------------------------------------------ | ------------------------------------------ | ------------------------------------------ | ------------------------------------------ |
| Jahr |                                            |                                            |                                            | Einwohner                                  |
| 1834 | 1834                                       |                                            | 295                                        | 295                                        |
| 1840 | 1840                                       |                                            | 363                                        | 363                                        |
| 1846 | 1846                                       |                                            | 361                                        | 361                                        |
| 1852 | 1852                                       |                                            | 380                                        | 380                                        |
| 1858 | 1858                                       |                                            | 391                                        | 391                                        |
| 1864 | 1864                                       |                                            | 437                                        | 437                                        |
| 1871 | 1871                                       |                                            | 435                                        | 435                                        |
| 1875 | 1875                                       |                                            | 433                                        | 433                                        |
| 1885 | 1885                                       |                                            | 447                                        | 447                                        |
| 1895 | 1895                                       |                                            | 411                                        | 411                                        |
| 1905 | 1905                                       |                                            | 486                                        | 486                                        |
| 1910 | 1910                                       |                                            | 472                                        | 472                                        |
| 1925 | 1925                                       |                                            | 526                                        | 526                                        |
| 1939 | 1939                                       |                                            | 513                                        | 513                                        |
| 1946 | 1946                                       |                                            | 715                                        | 715                                        |
| 1950 | 1950                                       |                                            | 757                                        | 757                                        |
| 1956 | 1956                                       |                                            | 675                                        | 675                                        |
| 1961 | 1961                                       |                                            | 677                                        | 677                                        |
| 1967 | 1967                                       |                                            | 724                                        | 724                                        |
| 1970 | 1970                                       |                                            | 758                                        | 758                                        |
| 1980 | 1980                                       |                                            | ?                                          | ?                                          |
| 1990 | 1990                                       |                                            | ?                                          | ?                                          |
| 2000 | 2000                                       |                                            | ?                                          | ?                                          |
| 2011 | 2011                                       |                                            | 645                                        | 645                                        |
| 2016 | 2016                                       |                                            | 667                                        | 667                                        |
| 2020 | 2020                                       |                                            | 674                                        | 674                                        |
| Datenquelle: Historisches Gemeindeverzeichnis für Hessen: Die Bevölkerung der Gemeinden 1834 bis 1967. Wiesbaden: Hessisches Statistisches Landesamt, 1968. Weitere Quellen: LAGIS; Stadt Weilburg; Zensus 2011 |                                            |                                            |                                            |                                            |

Einwohnerstruktur 2011
Nach den Erhebungen des Zensus 2011 lebten am Stichtag dem 9. Mai 2011 in Ahausen 645 Einwohner. Darunter waren 15 (2,3 %) Ausländer.
Nach dem Lebensalter waren 90 Einwohner unter 18 Jahren, 249 zwischen 18 und 49, 147 zwischen 50 und 64 und 162 Einwohner waren älter.
Die Einwohner lebten in 279 Haushalten. Davon waren 78 Singlehaushalte, 96 Paare ohne Kinder und 84 Paare mit Kindern, sowie 15 Alleinerziehende und 6 Wohngemeinschaften. In 81 Haushalten lebten ausschließlich Senioren und in 162 Haushaltungen lebten keine Senioren.
Religionszugehörigkeit
| • 1885: | 432 evangelische (= 96,64 %), 15 katholische (= 3,36 %)Einwohner    |
| • 1961: | 677 evangelische (= 79,91 %), 126 katholische (= 18,61 %) Einwohner |

## Politik
Ortsvorsteherin ist nach der Kommunalwahl in Hessen 2021 Anja Ludwig.

## Vereine
Das Vereinsleben wird von der 1933 gegründeten Freiwilligen Feuerwehr Ahausen (einschl. Jugendfeuerwehr seit 18. Januar 1985 und Kinderfeuerwehr seit 1. Juni 2010), vom Gesangverein „Concordia“, den Landfrauen, dem TuS Ahausen 1910 e.V. und dem Heimatverein Ahausen e.V. geprägt.

## Wirtschaft und Infrastruktur
Bei Ahausen treffen sich die Landesstraßen 3020 und 3025 und die Kreisstraße 418.
Seit dem Jahr 1933 sorgt die Freiwillige Feuerwehr Ahausen (ab 18. Januar 1985 mit Jugendfeuerwehr und seit 1. Juni 2010 mit Kinderfeuerwehr) für den abwehrenden Brandschutz und die allgemeine Hilfe in diesem Ort.
Es bestehen das Bürgerhaus in der Selterser Straße, der Sportplatz, ein Kinderspielplatz sowie Rad- und Wanderwege.